# 太平洋真圓鰭魚
太平洋真圓鰭魚為輻鰭魚綱鮋形目杜父魚亞目絨杜父魚科的其中一種，為溫帶海水魚，分布於西北太平洋東海、日本北海道至鄂霍次克海海域，棲息深度0-232公尺，體長可達20公分，棲息在底層水域，生活習性不明。

## 扩展阅读
維基物種上的相關：太平洋真圓鰭魚